# La Souris déglinguée (album)
Albums de La Souris déglinguée
Une cause à rallier
(1982)

La Souris Déglinguée est le premier album du groupe La Souris Déglinguée, sorti en 1981.

## Historique
Le groupe avait sorti un single paru en 1979 : "Haine Haine Haine". Un premier album avait été tenté d'enregistrer en 1980.Mais le groupe doit patienter un an. Les chansons de l'album sont enregistrées au studio Casanova. Les musiciens sont Tai-Luc (chant, guitare), Jean-Pierre (guitare), Rikko (basse), Jean-Claude (batterie). L'album sort en 1981 sur le label punk français New Rose.

## Réception
Selon l'édition française du magazine Rolling Stone, cet album est le 64e meilleur album de rock français. Il est également inclus dans l'ouvrage Philippe Manœuvre présente : Rock français, de Johnny à BB Brunes, 123 albums essentiels.
Les critiques de l'album sont pour la plupart excellentes. Ainsi, il reçoit les notes :
- 5 sur 5 chez Forces Parrallèles [2]

## Liste des pistes
| No  | Titre                               | Durée |
| --- | ----------------------------------- | ----- |
| 1.  | Rock'n'Roll Vengeance               | 3:03  |
| 2.  | Jaurès-Stalingrad                   | 2:47  |
| 3.  | Cœur de Bouddha                     | 2:28  |
| 4.  | Yasmina P.A.                        | 2:30  |
| 5.  | Rockers                             | 1:30  |
| 6.  | Beaucoup de libertés                | 2:42  |
| 7.  | Week-end sauvage                    | 2:54  |
| 8.  | Sortie de garage                    | 1:36  |
| 9.  | Tendance négative                   | 1:38  |
| 10. | Les jeunes cons                     | 2:32  |
| 11. | Sur la zone                         | 2:40  |
| 12. | Nation                              | 4:36  |
| 13. | Rien n'a encore changé              | 2:20  |
| 14. | Salut les copains                   | 2:17  |
| 15. | Jeunes seigneurs (bonus)            | 2:50  |
| 16. | Détachement F.R. 79 (démo) (bonus)  | 1:30  |
| 17. | Pourquoi ? (démo) (bonus)           | 1:41  |
| 18. | Beaucoup de libertés (démo) (bonus) | 2:30  |
| 19. | Nation (dub version) (bonus)        | 4:49  |